# Mniodendron comatulum
Mniodendron comatulum là một loài Rêu trong họ Hypnodendraceae. Loài này được Geh. ex Broth. & Watts mô tả khoa học đầu tiên năm 1918.